# 楊索
楊索（1959年8月7日—），臺灣女性主義作家及記者，出生於臺北市萬華區艋舺，成長於新北市永和區溪州市場。出於對父祖原鄉的戀慕，自稱為「台北雲林人」。

## 生平

### 早年生活
楊索出生於八七水災發生之日；當時，臺灣西岸中部地區因災情嚴重導致物價急速上升，她的祖母因此為她取名「楊貴米」，但被戶政事務所的工作人員登記為「楊貴美」。在她出生後第三天，她的母親生病；因此，祖母只好煮米糊以替代母乳哺育她。
她的父親出身雲林縣二崙鄉，以販賣小吃及蔬果為家庭謀求生計。同時，父親也經常將家中所有錢財拿去賭博輸淨，再等待家鄉親戚給予金錢援助。父親並在溪州市場（後改名「勵行市場」）開始經營販賣生意；當時，她曾與父親一起在中秋節前叫賣月餅。
準備高中聯考時，她經常一邊應付升學班繁重課業，一邊協助家裡準備生意食材；當時，他們一家在永和夜市擺攤。因為無法應付學校課業且遭教師緊迫督促，她開始逃避並偽造請假證明及休學證書。
民國65年1月31日，她的父親在警察驅趕下決意結束夜市生意；當時，她的父親經常為取得賭博錢財而對妻子或小孩家暴。

### 失學及謀生
國中畢業後，她因父親不願資助繼續升學而開始出外工作賺錢；當時，她的第一份工作是幫傭，後來也曾擔任店員及工廠女工等職務。
雖然失去升學機會，但她仍持續訂閱《國語日報》及研讀教材，並報考鑑定高中同等學歷。1990年代，她經考試進入《中時晚報》擔任記者，並於隨後將姓名依國中國文老師建議改為「楊索」。
在編輯部因寫稿慢，被總編封為「蘑菇淺丘琉璃子」。
2000年前，一度留職停薪又復職，之後決心離開中國時報從事寫作。著有＜惡之幸福＞、＜我那賭徒阿爸＞等，亦在各媒體擁有多個專欄。

## 著作

### 散文
- 《我那賭徒阿爸》（聯合文學，2007；2013新版）
- 《惡之幸福》（有鹿文化，2013）[1][2][4][5]

### 合著
- 《跟著大師品人文：給未來醫生的七堂課》（天下文化，2016）

## 連結
- 楊索的Facebook專頁
- 楊索的人生味蕾 - 非常木蘭 （页面存档备份，存于）
- 楊索專欄 - 台灣蘋果日報 （页面存档备份，存于）
- 楊索| 想想論壇 （页面存档备份，存于）
- 楊索的文章 - 風傳媒 （页面存档备份，存于）